# Królowie Tír Eógain
Królowie Tír Eógain („Kraj Eógana”) lub Królowie Tyrone – irlandzcy władcy państwa na północy Ulsteru. Pierwsi z nich kontynuowali linię dawnych królów Ailechu. Nazwa państwa została urobiona od imienia Eógana mac Néill (zm. 465/466 r.), pierwszego króla Ailechu. Uprzednio panujący – Cenél nEógain („Potomstwo Eógana”) z Północnych Uí Néill – byli królami Ailechu. W X i XI w. wyłoniły się z niej dwa główne klany: Mac Lochlainn i Ó Néill. Ten druga rodzina odepchnęła na bok członków Mac Lochlainn i od 1241 r. rządziła samodzielnie królestwem.

## Królowie Tír Eógain
- Domnall VII mac Áeda Mac Lochlainn (1185-1186; usunięty) [wnuk Conchobara I, króla Aillechu]
- Ruaidrí Ua Flaithbertaig (1186-1187)
- Domnall I mac Áeda (2. panowanie 1187-1188)
- Muirchertach IV mac Muirchertaig (1188-1196) [syn Muirchertacha III]
- Áed X Méith (1196-1201; usunięty) [syn Áeda IX, króla Ailechu]
- Conchobar III Bec (1201) [syn Conchobara II, króla Ailechu]
- Áed X Méith (2. panowanie 1201-1230)
- Domnall VIII mac Muirchertaig (1230; usunięty) [syn Muirchertacha IV]
- Domnall IX Óg (Młodszy) (1230-1234) [syn Áeda X]
- Domnall VIII mac Muirchertaig (2. panowanie 1234-1241)
- Brian I mac Néill Ruaid Ó Neill (1238-1260; arcykról Irlandii 1258-1260) [wnuk Áeda IX]
- Áed XI Buide (1260-1261; usunięty, zmarł 1283; ostatni z tytułem króla Ailechu) [syn Domnalla IX]
- Niall VI Cúlánach (Za Przybyszem) (1261-1263; usunięty) [brat]
- Áed XI Buide (2. panowanie 1263-1283)
- Domnall X mac Briain (1283-1386; usunięty) [syn Briana I]
- Niall VI Cúlánach (2. panowanie 1286-1290; usunięty, zmarł 1291)
- Domnall X mac Briain (2. panowanie 1290-1291; usunięty)
- Brian II mac Áeda Buide (1291-1295; usunięty) [syn Áeda XI]
- Domnall X mac Briain (3. panowanie 1295-1325)
- Énri I mac Briain (1325-1345; usunięty, zmarł 1347) [syn Briana II]
- Aed XII Remar (Mocny) (1345-1364) [syn Domnalla X]
- Niall VII Mór (Wielki) (1364-1397; abdykował, zmarł 1398) [syn]
- Niall VIII Óg (Młodszy) (1397-1403) [syn]
- Brian III Óg (1403) [syn]
- Domnall XI Boco mac Énri Aimréid (1404-1410; usunięty) [wnuk Nialla VII]
- Eógan II mac Néill Óig (1410-1414; usunięty) [syn Nialla VIII]
- Domnall XI Boco (2. panowanie 1414-1419; usunięty)
- Eogan II (2. panowanie 1419-1421; usunięty)
- Domnall XI Boco (3. panowanie 1421-1432)
- Eogan II (3. panowanie 1432-1455; abdykował, zmarł 1456)
- Énri II mac Éogain (1455-1483; abdykował, zmarł 1484) [syn]
- Conn I mac Énri (1483-1493) [syn]
- Énri III Óg (1493-1498) [brat]
- Domnall XII Clárach (1498-1509) [brat]
- Art I mac Aoda (1509-1513) [wnuk Eógana II]
- Art II Óg (1513-1519) [syn Conna I]
- Conn II Bacach (Kulawy) (1519-1559; mianowany hrabią (earl) Tyrone w 1542) [brat]
- Seán Donngailech (1559-1567) [syn]
- Toirdelbach Luinech mac Néill Chonnalaig (1567-1593; abdykował, zmarł 1595) [wnuk Arta II]
- Áed XIII Mór O’Neill mac Ferdorcha (1593-1607; król Ulsteru; zmarł 1616) [wnuk Conna II]
- Koniec królewskiej sukcesji 1607